# Garrett Brown
Garrett Brown és un inventor americà, conegut per ser el creador i teòric de l'Steadicam.
Brown posseeix més de cinquanta patents de diferents dispositius com ara la Steadicam Merlin, la Skycam (utilitzada pels gravar les vistes aèries dels partits de futbol), la Mobycam (càmera de seguiment submergible utilitzada per gravar als nedadors olímpics), la Divecam (càmera utilitzada per gravar les immersions a les olimpíades) i la Flycam.

## Carrera
Al graduar-se a la Haverford High School es va llicenciar a la Tufts University, on conegué a Al Dana, company amb qui creà un grup de folk anomenat Brown & Dana. Deixant de banda la seva passió per la música, va centrar la seva carrera professional en la producció publicitària, aconseguint fundar la seva pròpia productora.
El 1097, per tal de satisfer la demanda d'un anunci que requeria un pla de seguiment, Brown inventa el primer prototip de Steadicam, l'invent que el llençarà a la fama. Aquest invent és molt ben rebut en el món del cinema, permetent-li al jove Brown de treballar amb grans personalitats com ara John G. Avildsen, Hal Ashby i Stanley Kubrick.
Arribat al final, la seva contribució com a operador de steadicam supera les 100 pel·lícules, a més a més d'haver inventat un aparell que actualment s'utilitza en gairebé totes les pel·lícules i programes de televisió. A més a més ell va ser qui va impulsar des d'un principi la teorització i la impartició de workshops per aprenents d'operadors de steadicams.

## Invenció de l'Steadicam
Al 1972, degut a la voluntat de produir una seqüència que pogués ser gravada per una persona però que semblés tan estable com una seqüència feta per una dolly, Garrett Brown començà a treballar en una sèrie de dissenys experimentals d'un aparell que pogués mimetitzar la manera com els humans veiem i ens movem en l'espai.
Brown, juntament amb el seu gran amic Warren G. Paul, tenien una productora de publicitat anomenada the Moving & Talking Picture Company, on Brown tingué l'oportunitat de començar a provar els seus primers prototips (“The Pole”, “The Brown Walking Boom”) en alguns dels anuncis locals que realitzaven.
A la primavera de 1973, a Brown i Warren se’ls hi brindà l'oportunitat de mostrar una primera recopilació de diferents filmacions dutes a terme amb “la Brown Stabilizer” de 16 mm a la nova seu de Panavision a California. La reacció de Robert E. Gottschalk, president de la companyia no va ser gaire bona, ja que desestimà totalment el futur potencial que pogués tenir l'invent perquè el producte que volien oferir al mercat no assegurava el retorn de tots els costos dedicats a la investigació, desenvolupament i producció del nou aparell tecnològic. No només això sinó que Gottschalk també afegí que Panavision ja tenia previst produir el seu propi estabilitzador que, a més a més, podria suportar el pes d'una càmera de 35 mm.
Al 1974, Brown retornà a Philadelphia, on començà a plantejar un nou prototip, el de “la Brown Stabilizer” de 35 mm. També va elaborar un nou carret de demostració per tal de poder promocionar i vendre el seu dispositiu a empreses i fabricants més grans i importants. La recopilació de filmacions que va fer consistia en 30 plans que resultaven impossibles de fer amb la tecnologia utilitzada fins aleshores. Un d'aquells plans, consistia en la seva parella, Ellen, pujant i baixant les escales del Museu d'art de Philadelphia. Aquesta escena va captivar al tant als fabricants com a diversos directors, d'entre els quals destaquen John G. Avildsen i Sylvesrer Stallone’s que van reproduir l'escena de les escales a la famosa pel·lícula Rocky. L'èxit de la reacció produïda pel seu invent, li va permetre que el novembre de 1974, Brown firmés un contracte amb Ed DiGiulio, director de Cinema Products pel desenvolupament i la fabricació del seu prototip final. A partir d'aquell moment i fins un any i mig any més tard, Garrett Brown juntament amb l'enginyer Arnold DiGiulio, treballaren junts millorant l'invent i canviant-li el nom a  “Steadicam”.
Al mateix temps que Brown treballava pel desenvolupament i fabricació del seu producte juntament amb Cinema Products, Panavision començà a treballar en el disseny d'un sistema d'estabilització que pogués competir contra la Steadicam de Brown.
Al 1977, un any després que la Steadicam hagués fet els seu primer debut al cinema amb Bound of Glory, Rocky i Marathon Man, Panavision tragué a la venda “Panaglide”. Un producte que tot i ser de una qualitat molt més baixa que l'invent de Brown degut als materials que utilitzava i els efectes que creaven seves filmacions, tenia un aspecte molt semblant a la Steadicam i provocava que els compradors familiaritzessin els dos productes. Arrel d'aquest fet, es van succeir uns anys coneguts com a “contraption wars” (guerra d'artefactes) en els quals les dues empreses competiren per obtenir superioritat tecnolgica i reclamaren el seu reconeixement com a propietaris de la patent.
Aquest conflicte s'acabà resolent quan finalment Panavision retrocedí i des de llavors, acceptà pagar regalies per tota la comercialització de “Panaglide”.

## Altres invents
Tot i que l'invenció de l'steadicam és la seva creació més reconeguda, Garrett Brown ha creat múltiples suports estabilitzadors de càmera: 
- Equipois
- FlyCam
- DiveCam 
- GoCam
- MobyCam
- SkyCam
- Steadicam
- Steadicam Merlin 
- Steadicam Tango
- SuperFlyCam

## Premis
2013 - Es va unir al National Inventors Hall of FAME pel seu "Equipament per a l'ús de càmeres fotogràfiques" Patent No. 4,017,168, Steadicam ® Estabilitzador de càmeres.
2012 - Steadicam Guild Life Achievement Award.

### Academy Awards
2006 - Premi Científic i d'Enginyeria – Pel sistema de la càmera voladora Skycam: primer ús de la tecnologia de cable volumètric 3D en el cinema.
1999 - Premi d'assoliment tècnic - Compartit amb: Jerry Holway. Per la creació del Skyman per als operadors Steadicam.
1978 - Premi honorífic - Per la invenció i desenvolupament de Steadicam.
2001 – American Society Cinematographers - Premi del president
Society of Camera Operators
2008 - Premi d'assoliment tècnic compartit amb: Jerry Holway. Pel sistema de suport de la càmera Ultra2 Steadicam.
1998 - Seqüència històrica per: Bound for Glory (1976).
1992 - Premi d'assoliment tècnic compartit amb: Ed Di Giulio (Cinema Products Corporation). Pel sistema d'estabilització de la càmera Steadicam.

### Nikola Tesla Satellite Award
2014 - Pel visionari assoliment en la tecnologia cinematogràfica.

## Filmografia
Garrett Brown ha exercit com a operador d'Steadicam a més de 100 pel·lícules al llarg de la seva carrera professional.
1976 Marathon Man
1976 Rocky
1976 Esta tierra es mi tierra
1977 El exorcista II: El hereje
1978 The Buddy Holly Story
1980 Fama
1980 The Shining
1980 ¡Que no pari la música!
1980 Xanandú
1980 Willie y Phil (una almohada para tres)
1980 Ahora me toca a mí
1980 La formúla
1980 Viaje alucinante al fondi de la mante
1981 Fort Apapche the Bronx
1981 Dance Craze
1981 Polyester
19981 El pelotón chiflado
1981 Impacto
1981 Lobos humanos
1981 Under the Rainbow
1981 Corazonada
1981 El prínicipe de la Ciudad
1981 Rojos
1981 Taps, más allà del honor
1981 Georgia
1981 La brigada de Sharky
1982 La trampa de la muerte
1982 Un poquito de sexo
1982 Annie
1982 Lookin' to Get Out
1982 Let’s spend the night together
1982 Tootsie
1982 Su juguete preferido
1982 El rey de la comèdia
1983 Baby it’s you
1983 El ansia
1983 En los límites de la realidad
1983 Yentl
1983 Una noche en el cielo
1983 Mis problemas con las mujeres
1984 Greystoke: La leyenda de Tarzán, el rey de los monos
1984 Ídolo del Rock
1984 Indiana Jones y el templo Maldito
1984 Los teleñecos conquistan Manhattan
1984 Recuerdos de Broad Street
1984 Enamorarse
1985 The Slugger’s Wife
1986 Hannah y sus Hermanas
1986 Los inmortales
1986 Dulce libertad
1986 Peligrosamente juntos
1986 Más allà de la realidad
1990 Rocky V
1993 Philadelphia
1994 Lobo
1994 Un asunto de amor
1995 Pesos pesados
1995 Casino
1995 Two Bits
1996 Antes y después
1998 Bulworth
2000 La traviata
2000 Cherry Falls
2001 Siempre a tu lado
2004 De perdidos al río
2004 Reencarnación
2004 Misteriosa obsessión
2005 El secreto de los hermanos Grimm
2005 Tránsito